# Tipula chernavini
Tipula chernavini är en tvåvingeart som beskrevs av Alexander 1934. Tipula chernavini ingår i släktet Tipula och familjen storharkrankar. Inga underarter finns listade i Catalogue of Life.